# Episodi di Quella scimmia del mio amico
Gli episodi della serie animata Quella scimmia del mio amico sono stati trasmessi negli Stati Uniti, da Cartoon Network, dal 26 dicembre 2005 al 27 novembre 2008.

## Stagione 1
| nº  | Titolo originale                        | Prima TV USA     |
| --- | --------------------------------------- | ---------------- |
| 1a  | Inoculation Day                         | 26 dicembre 2005 |
| 1b  | Animal Testing                          | 26 dicembre 2005 |
| 2a  | Lyon of Scrimmage                       | 24 febbraio 2006 |
| 2b  | Bad News Bear                           | 24 febbraio 2006 |
| 3a  | Chew on This                            | 24 febbraio 2006 |
| 3b  | The 'A' Word                            | 24 febbraio 2006 |
| 4a  | Shark Attack                            | 3 marzo 2006     |
| 4b  | Me Adam, You Jake                       | 3 marzo 2006     |
| 5a  | The Sheds                               | 10 marzo 2006    |
| 5b  | Shiny Thing                             | 10 marzo 2006    |
| 6a  | Amazon Kevin                            | 17 marzo 2006    |
| 6b  | Grub Drive                              | 17 marzo 2006    |
| 7a  | Law and Odor                            | 24 marzo 2006    |
| 7b  | Yesterday's Funny Monkey                | 24 marzo 2006    |
| 8a  | It's the Scary Old Custodian, Adam Lyon | 7 aprile 2006    |
| 8b  | My Science Project                      | 7 aprile 2006    |
| 9a  | Two Tons of Fun                         | 14 aprile 2006   |
| 9b  | Docu-Trauma                             | 14 aprile 2006   |
| 10a | Supplies Party                          | 21 aprile 2006   |
| 10b | She's Koala That                        | 21 aprile 2006   |
| 11a | Political Animals                       | 28 aprile 2006   |
| 11b | Guano in 60 Seconds                     | 28 aprile 2006   |
| 12a | Bubble or Nothing                       | 12 maggio 2006   |
| 12b | Up All Night                            | 12 maggio 2006   |
| 13  | Kerry to Dance?                         | 26 maggio 2006   |

## Stagione 2
| nº  | Titolo originale                     | Prima TV USA      |
| --- | ------------------------------------ | ----------------- |
| 1a  | Le Switcheroo                        | 8 giugno 2006     |
| 1b  | I Got a New Aptitude                 | 8 giugno 2006     |
| 2a  | Cheer Pressure                       | 19 giugno 2006    |
| 2b  | Basic Jake                           | 19 giugno 2006    |
| 3a  | The Times, They Are Exchangin'       | 19 luglio 2006    |
| 3b  | Cool Kids                            | 19 luglio 2006    |
| 4a  | Disregarding Henry                   | 31 luglio 2006    |
| 4b  | Nice Moustache                       | 31 luglio 2006    |
| 5a  | Poop Scoop                           | 8 agosto 2006     |
| 5b  | Leaf of Absence                      | 8 agosto 2006     |
| 6a  | I Fear Pretties                      | 15 agosto 2006    |
| 6b  | Magic Fish                           | 15 agosto 2006    |
| 7a  | Ain't Too Proud to Egg               | 21 agosto 2006    |
| 7b  | The Two Jakes                        | 21 agosto 2006    |
| 8a  | Jake's Day Off                       | 31 agosto 2006    |
| 8b  | Lupe in Love                         | 31 agosto 2006    |
| 9   | Have Yourself a Joyful Little Animas | 10 settembre 2006 |
| 10a | Carny Crazy                          | 22 settembre 2006 |
| 10b | Up and Adam                          | 22 settembre 2006 |
| 11a | Making the Grade                     | 3 novembre 2006   |
| 11b | One Lump or Tutor                    | 3 novembre 2006   |
| 12a | Pranks for the Memories              | 17 novembre 2006  |
| 12b | Talking Teddy                        | 17 novembre 2006  |
| 13a | Uniformity                           | 5 gennaio 2007    |
| 13b | Pants in Space                       | 5 gennaio 2007    |

## Stagione 3
| nº  | Titolo originale                 | Prima TV USA    |
| --- | -------------------------------- | --------------- |
| 1a  | Sick Day                         | 12 gennaio 2007 |
| 1b  | Cuddlemuffins                    | 12 gennaio 2007 |
| 2-3 | The Big Field Trip               | 14 gennaio 2007 |
| 4a  | The Spiffanos                    | 19 gennaio 2007 |
| 4b  | The Little Mermonkey             | 19 gennaio 2007 |
| 5a  | Diplomatic Insanity              | 26 gennaio 2007 |
| 5b  | Sidekicked                       | 26 gennaio 2007 |
| 6a  | Gorilla My Dreams                | 9 febbraio 2007 |
| 6b  | The Prince and the Pooper        | 9 febbraio 2007 |
| 7   | That Darn Platypus               | 18 maggio 2007  |
| 8a  | Pride and Pixiefrog              | 22 giugno 2007  |
| 8b  | The Morning Zoo                  | 22 giugno 2007  |
| 9a  | Flesh Fur Fantasy                | 29 giugno 2007  |
| 9b  | Substitute Sweetheart            | 29 giugno 2007  |
| 10a | Don't Noc It 'Til You Try It     | 13 luglio 2007  |
| 10b | The Citronella Solution          | 13 luglio 2007  |
| 11a | Mongoosed                        | 20 luglio 2007  |
| 11b | Mellow Fellows                   | 20 luglio 2007  |
| 12a | Save the Drama for Your Llama    | 27 luglio 2007  |
| 12b | Hornbill and Ted's Bogus Journey | 27 luglio 2007  |
| 13a | Lie, Cheetah, Steal              | 3 agosto 2007   |
| 13b | An Inconvenient Goof             | 3 agosto 2007   |
| 14a | The Frog Principal               | 24 agosto 2007  |
| 14b | Meet the Spidermonkeys           | 24 agosto 2007  |
| 15a | The Butt of the Jake             | 31 agosto 2007  |
| 15b | Shark Fin Soupy                  | 31 agosto 2007  |

## Stagione 4
| nº    | Titolo originale                       | Prima TV USA      |
| ----- | -------------------------------------- | ----------------- |
| 1a    | The Hyena and the Mighty               | 17 settembre 2007 |
| 1b    | Oh Henry                               | 17 settembre 2007 |
| 2a    | My Feral Lyon                          | 18 settembre 2007 |
| 2b    | A Mid Semester Life's Dream            | 18 settembre 2007 |
| 3a    | The Ivy League                         | 19 settembre 2007 |
| 3b    | Robo Frog 3000                         | 19 settembre 2007 |
| 4a    | The Notorious Windsor Gorilla          | 20 settembre 2007 |
| 4b    | Ingrid Through the Out Door            | 20 settembre 2007 |
| 5     | Glazed and Confused                    | 30 marzo 2008     |
| 6a    | Hygiene Hijinks                        | 10 aprile 2008    |
| 6b    | Mandrill of the House                  | 10 aprile 2008    |
| 7a    | Synch or Swim                          | 17 aprile 2008    |
| 7b    | Lyon's Anatomy                         | 17 aprile 2008    |
| 8a    | Human Behavior                         | 24 aprile 2008    |
| 8b    | Four Eyed Jake                         | 24 aprile 2008    |
| 9a    | Where in the World Are Adam's Parents? | 1º maggio 2008    |
| 9b    | Mountain Dude                          | 1º maggio 2008    |
| 10-11 | Animal School Musical                  | 25 maggio 2008    |
| 12a   | A Very Special Boy                     | 27 luglio 2008    |
| 12b   | Knights of the Multiplication Table    | 27 luglio 2008    |
| 13a   | Wild Thing                             | 27 luglio 2008    |
| 13b   | Lonely Lyon                            | 27 luglio 2008    |
| 14    | A Whole Zoo World                      | 27 luglio 2008    |
| 15    | A Thanksgiving Carol                   | 27 novembre 2008  |